# 乃东红
乃东红（1962年—），广西德保人，壮族，中华人民共和国政治人物、第十一届全国人民代表大会广西地区代表。
毕业于广西医科大学妇科生殖内分泌专业。加入农工党。担任广西壮族自治区人口计生研究中心临床科科长。2008年起担任全国人大代表。